# Lambafell (kulle i Island, Suðurland, lat 63,55, long -19,64)
Lambafell är en kulle i republiken Island. Den ligger i regionen Suðurland, 130 km sydost om huvudstaden Reykjavík. Toppen på Lambafell är 198 meter över havet.